# Kiribati címere

Kirirbati címere

Kiribati címere egy osztott pajzs, felül vörös színű, alul pedig kék és fehér hullámos sávokból áll. A vörös mezőn egy sárga színű felkelő napot és egy repülő sirályt ábrázoltak. A pajzs alatt sárga szalagon az ország mottója olvasható: „Te Mauri Te Raoi Ao Te Tabomoa” (Egészség, béke és jólét). A címert 1937-ben adományozták, 1979-ben megváltoztatták rajta a mottó szövegét.